# Pearl Aday
Pearl Aday (ur. 1975) – amerykańska wokalistka. Absolwentka Emerson College. Znana, prawdopodobnie, przede wszystkim z występów w zespole The Neverland Express wspierającym podczas koncertów jej ojca-piosenkarza Meat Loafa. Wraz z mężem Scottem Ianem występuje ponadto w zespole rockowym Motor Sister. Prowadzi także solową działalność artystyczną.

## Kariera
Od początku lat 90. przez ponad dziesięć lat występowała jako chórzystka w zespole The Neverland Express wspierającym jej ojca Meat Loafa. W 2003 roku wystąpiła na płycie Meata „Couldn’t Have Said It Better” w duecie w piosence Man Of Steel.
W 2010 roku ukazał się debiutancki album solowy piosenkarki zatytułowany Little Immaculate White Fox. Materiał trafił do sprzedaży nakładem wytwórni muzycznej Megaforce Records. W nagraniach piosenkarkę wsparli m.in. basista Marcus Blake, perkusista Matt Tecu oraz gitarzysta Jim Wilson.
W 2015 roku wraz z mężem - gitarzystą Scottem Ianem, perkusistą Johnem Tempestą, basistą Joeyem Verą oraz gitarzystą Jimem Wilsonem występuje w zespole pod nazwą Motor Sister. Debiutancki album tejże formacji zatytułowany Ride ukazał się 10 marca 2015 roku.

## Działalność społeczna
W 2008 roku wzięła udział w kampanii społecznej sprzeciwiającej się wprowadzeniu w amerykańskim stanie Kalifornia poprawki legislacyjnej zamykającej drogę parom jednopłciowym do zawierania małżeństw (tzw. Propozycja 8).

## Dyskografia
| Album                               | Rok  | Uwagi                                                 | Źródło |
| ----------------------------------- | ---- | ----------------------------------------------------- | ------ |
| Ace Frehley – Anomaly               | 2009 | chórki                                                | [ 7 ]  |
| Pearl – Little Immaculate White Fox | 2010 | debiut solowy                                         | [ 3 ]  |
| Motor Sister – Ride                 | 2015 | członki zespołu                                       | [ 8 ]  |
| Armored Saint – Win Hands Down      | 2015 | gościnnie śpiew w utworze "With a Full Head of Steam" | [ 9 ]  |

## Filmografia
| Tytuł                                                 | Rok  | Rola          | Uwagi                           | Źródło        |
| ----------------------------------------------------- | ---- | ------------- | ------------------------------- | ------------- |
| "Monster Energy Roast on the Range with Corey Taylor" | 2014 | jako ona sama | roast, reżyseria: Bryan Beasley | [ 10 ] [ 11 ] |

## Nagrody i wyróżnienia
| Rok  | Tytułem                | Kategoria  | Nagroda                     | Nota      | Źródło |
| ---- | ---------------------- | ---------- | --------------------------- | --------- | ------ |
| 2010 | Hottest Chick In Metal | Pearl Aday | Revolver Golden Gods Awards | Nominacja | [ 12 ] |